# Stanislav Galijev
Stanislav Sergejevič Galijev (Станислав Сергееви Галиев;* 17. ledna 1992 v Moskvě) je ruský hokejový útočník.

## Hráčská kariéra
S hokejem začínal v rodném městě, v týmu HK Dynamo Moskva v mládežnických kategoriích. V sezóně 2008/09 začal hrát v zámoří v lize USHL v týmu Indiana Ice kde se stal nejlepším hráčem se 64 nasbíraných bodů a dovedl tým k zisku Clark Cupu. V roce 2009 se účastnil v ruské reprezentaci v Memoriál Ivana Hlinky, kdy s ruskou reprezentaci vybojovali stříbrné medaile.
V roce 2009 byl draftován v 1. kole, celkově 1., týmem Saint John Sea Dogs. Po draftu se připojil k týmu Saint John Sea Dogs kde hraje svou druhou sezónu a v sezóně 2010/11 pomohl týmu k zisku Memorial Cupu a President's Cupu. V roce 2010 byl draftován ve 3. kole, celkově 86., týmem Washington Capitals.

## Ocenění a úspěchy
- 2009 USHL - All-Rookie Tým
- 2009 USHL - All-Star Game
- 2010 CHL - Top Prospects Game
- 2010 QMJHL - All-Rookie Tým
- 2010 QMJHL - Nejlepší nahrávač mezi nováčcích
- 2012 QMJHL - Nejlepší střelec v playoff
- 2012 QMJHL - Nejproduktivnější hráč v playoff
- 2018 KHL - Nejlepší střelec v playoff
- 2018 KHL - Nejlepší hráč v pobytu na ledě +/-

## Prvenství

### NHL
- Debut - 8. dubna 2015 (Washington Capitals proti Boston Bruins)
- První gól - 11. dubna 2015 (Washington Capitals proti New York Rangers, švédskému brankáři Henrik Lundqvist)
- První asistence - 13. října 2015 (Washington Capitals proti Chicago Blackhawks)

### KHL
- Debut - 24. srpna 2017 (Ak Bars Kazaň proti HC Rudá hvězda Kunlun)
- První asistence - 31. srpna 2017 (Ak Bars Kazaň proti HC Lada Togliatti)
- První gól - 22. září 2017 (HC Lada Togliatti proti Ak Bars Kazaň, ruskému brankáři Alexandr Lazušin)

## Klubové statistiky
| Sezóna       | Klub                | Soutěž       |     | Základní část | Základní část | Základní část | Základní část | Základní část |    | Play off | Play off | Play off | Play off | Play off |
| Sezóna       | Klub                | Soutěž       | Z   | G             | A             | B             | TM            | Z             | G  | A        | B        | TM       |          |          |
| 2008/2009    | Indiana Ice         | USHL         | 60  | 29            | 35            | 64            | 46            | 13            | 5  | 4        | 9        | 8        |          |          |
| 2009/2010    | Saint John Sea Dogs | QMJHL        | 67  | 15            | 45            | 60            | 38            | 21            | 8  | 11       | 19       | 14       |          |          |
| 2010/2011    | Saint John Sea Dogs | QMJHL        | 64  | 37            | 28            | 65            | 40            | 19            | 10 | 17       | 20       | 12       |          |          |
| 2011/2012    | Saint John Sea Dogs | QMJHL        | 20  | 13            | 6             | 19            | 16            | —             | —  | —        | —        | —        |          |          |
| 2012/2013    | Hershey Bears       | AHL          | 17  | 0             | 1             | 1             | 8             | —             | —  | —        | —        | —        |          |          |
| 2013/2014    | Hershey Bears       | AHL          | 16  | 3             | 3             | 6             | 0             | —             | —  | —        | —        | —        |          |          |
| 2014/2015    | Washington Capitals | NHL          | 2   | 1             | 0             | 1             | 0             | —             | —  | —        | —        | —        |          |          |
| 2014/2015    | Hershey Bears       | AHL          | 67  | 25            | 20            | 45            | 24            | —             | —  | —        | —        | —        |          |          |
| 2015/2016    | Hershey Bears       | AHL          | 5   | 3             | 0             | 3             | 2             | —             | —  | —        | —        | —        |          |          |
| 2015/2016    | Washington Capitals | NHL          | 24  | 0             | 3             | 3             | 4             | —             | —  | —        | —        | —        |          |          |
| 2016/2017    | Hershey Bears       | AHL          | 56  | 21            | 19            | 40            | 20            | 12            | 3  | 4        | 7        | 4        |          |          |
| 2017/2018    | Ak Bars Kazaň       | KHL          | 52  | 12            | 14            | 26            | 55            | 19            | 10 | 5        | 15       | 8        |          |          |
| 2018/2019    | Ak Bars Kazaň       | KHL          | 59  | 10            | 12            | 22            | 38            | 4             | 0  | 0        | 0        | 0        |          |          |
| 2019/2020    | Ak Bars Kazaň       | KHL          | 54  | 16            | 17            | 33            | 16            | 4             | 2  | 2        | 4        | 0        |          |          |
| 2020/2021    | Ak Bars Kazaň       | KHL          | 52  | 16            | 11            | 27            | 16            | 15            | 4  | 5        | 9        | 2        |          |          |
| 2021/2022    | HK Dynamo Moskva    | KHL          | 47  | 25            | 17            | 42            | 12            | 11            | 6  | 0        | 6        | 12       |          |          |
| 2022/2023    | Ak Bars Kazaň       | KHL          | 58  | 17            | 17            | 34            | 12            | 24            | 7  | 4        | 11       | 2        |          |          |
| 2023/2024    | Ak Bars Kazaň       | KHL          |     |               |               |               |               |               |    |          |          |          |          |          |
| Celkem v NHL | Celkem v NHL        | Celkem v NHL | 26  | 1             | 3             | 4             | 4             | —             | —  | —        | —        | —        |          |          |
| Celkem v KHL | Celkem v KHL        | Celkem v KHL | 344 | 100           | 92            | 192           | 151           | 77            | 29 | 16       | 45       | 24       |          |          |

## Reprezentace
| Rok                       | Tým                       | Soutěž                    | Z | G | A | B | TM |
| ------------------------- | ------------------------- | ------------------------- | - | - | - | - | -- |
| 2022                      | ROV                       | OH                        | 4 | 0 | 0 | 0 | 2  |
| Seniorská kariéra celkově | Seniorská kariéra celkově | Seniorská kariéra celkově | 4 | 0 | 0 | 0 | 2  |